# Aristide Guarneri
Aristide Guarneri (ur. 7 marca 1938 w Cremonie) – włoski piłkarz grający na pozycji środkowego obrońcy.
Z zespołem Interu Mediolan trzykrotnie sięgnął po mistrzostwo Włoch (1963, 1965, 1966), dwukrotnie Puchar Krajowych Mistrzów Europy (1964, 1965) i także dwukrotnie Puchar Interkontynentalny (1964, 1965). W reprezentacji Włoch w latach 1963–1968 rozegrał 21 meczów i strzelił 1 gola. Wystąpił na Mistrzostwach Świata 1966 i Euro 1968, gdzie Włochy zdobyły mistrzostwo.